# 土屋毅
土屋 毅（つちや たけし、1977年 - ）日本の建築家。ツチヤタケシ建築事務所を主宰。 代表／一級建築士。千葉県生まれ。活動内容は建築、インテリア、展覧会の会場構成の設計・監理。家具、プロダクトのデザイン。
1999年、日本大学法学部卒業。2002年、工学院大学工学部建築学科卒業。2002-2012年、山本・堀アーキテクツ勤務。2012年、ツチヤタケシ建築事務所設立。
主な作品とプロジェクトに 立正幼稚園認定こども園棟 荻窪りとるぱんぷきんず西原りとるぱんぷきんずANNEX、高円寺りとるぱんぷきんず  千駄ヶ谷りとるぱんぷきんず 横浜銀行海老名西口支店ビル、ナーサリースクールT&Yこもれびの森 ナーサリースクールT&Y海老名本郷 ナーサリールームT&Y相模が丘 ナーサリースクールT&Y本厚木三軒茶屋の集合住宅 UNITERRACE（2014年）神宮前の集合住宅　CURECOURT（2013年）　506号室（2012年）　上馬の長屋（2010年）コートハウス（千葉県、2009年）など。